# Siliciuri
I siliciuri sono composti chimici binari formati da metalli o metalloidi e atomi di silicio. Spesso presentano un punto di fusione inferiore rispetto al metallo da cui sono formati e alcuni di essi, fra cui il disiliciuro di molibdeno, vengono usati per indurire i metalli e produrre leghe particolari, come le "Triboloy".
Alcuni siliciuri di metalli di transizione sono utilizzati nell'industria microelettronica per la fabbricazione di dispositivi CMOS. Nel processo di fabbricazione il siliciuro viene deposto direttamente o ottenuto facendo reagire il metallo di transizione con il substrato di silicio con la tecnologia del saliciuro.
I siliciuri non vanno confusi (come invece spesso accade) con i silicati, anch'essi composti del silicio ma a base ossidica.

## Descrizione
Atomi di silicio nei siliciuri possono avere diverse combinazioni:
- Atomi isolati di silicio: conduttori elettrici Cu5Si, (V,Cr,Mn)3Si, Fe3Si, Mn3Si, e non conduttori (Mg,Ge,Sn,Pb)2Si, (Ca,Ru,Ce,Rh,Ir,Ni)2Si
- Si2 coppia: Uranio3Si2, afnio e torio siliciuri
- Si4 tetraedrico: Potassio Si, rubidio Si, cesio Si
- Sin catene: USi, (Ti, Zr, Hf, Th, Ce, Pu)Si, CaSi, SrSi, YSi
- Simil grafite esagonale planare Si a strati: β-USi2, siliciuri di altri lantanidi e attinoidi
- Corrugati esagonali Si strati: CaSi2
- Struttura aperta tridimensionale Si: SrSi2, ThSi2, α-USi2

Un siliciuro preparato con autoallineamento è chiamato saliciuro, tecnologia usata nell'industria elettronica.

### Alcali e metalli alcalini
I gruppi 1 e 2 come Na2Si e Ca2Si reagiscono con acqua, cedendo idrogeno e /o silani.
Quando il siliciuro di magnesio è posto in acido cloridrico, HCl(aq), il gas silano, SiH4, si produce. Questo gas è analogo al metano, CH4, ma più reattivo. Il silano è piroforico, causa ossigeno che brucia spontaneamente in aria:
Mg2Si(s) + 4HCl(aq) → SiH4(g) + 2MgCl2(s)
SiH4 + 2O2 → SiO2 + 2H2O
Questa reazione è tipica dei siliciuri metalli alcalino terrosi. Mg2Si reagisce allo stesso modo con acido solforico. Siliciuri metalli alcalini sono ancora più reattivi. Il siliciuro di sodio, Na2Si, reagisce rapidamente con acqua e rilascia silicato sodico, Na2SiO3, e idrogeno. Siliciuro di rubidio è piroforico, a contatto con l'aria.

### Metalli di transizione
I metalli di transizione silicidici sono, per contro, generalmente inerti in soluzioni acquose ad eccezione del acido idrofluorico; comunque reagiscono con agenti più aggressivi come idrossido di potassio fuso, o fluorina e clorina quando incandescenti.

### Altri elementi
Mercurio, tallio, bismuto, e piombo sono immiscibili con silicio liquido.